# Menšiny (Glee)
Menšiny (v anglickém originále Throwdown) je sedmá epizoda amerického seriálu Glee. Epizoda se poprvé vysílala na televizním kanálu Fox 14. října 2009. Režisérem se stal Ryan Murphy a scénář k ní napsal Brad Falchuk. V této epizodě jsme svědky konfliktu mezi vedoucím sboru Willem Schuesterem (Matthew Morrison) a trenérkou roztleskávaček Sue Sylvester (Jane Lynch), která byla jmenována spoluvedoucím sboru. Tak jako se Sue snaží zničit sbor, když se obrací studenty proti Willovi, jeho žena Terri (Jessalyn Gilsig) vydírá svého gynekologa do tajné dohody, aby ji pomohl z předstíráním jejího falešného těhotenství.
V epizodě zazní cover verze pěti písní. Studiové nahrávky čtyř písní byly vydány jako singly, jsou dostupné ke stažení a také se objevily na albu Glee: The Music, Volume 1. Epizodu sledovalo 7,65 milionů amerických diváků a získala smíšené reakce od kritiků. Zápletka s těhotenstvím byla kritizována od Kena Tuckera z Entertainment Weekly a Shawny Malcom z Los Angeles Times. Raymund Flandez z Wall Street Journal byl nezaujatý sólovým pojetím Quinn písně "You Keep Me Hangin' On" od The Supremes, ale vystopoupení celého sboru na píseň "Keep Holding On" bylo lépe hodnocené od kritiků. Lynch jako Sue byla především široce chválena; Flandez a Liz Pardue ze Zap2it napsali, že v této epizodě předvedla výkon hodný ceny Emmy.

## Děj
Když je trenérka roztleskávaček Sue Sylvester jmenována spoluvedoucím školního sboru, rozdělí sbor na dvě skupiny a doufá, že je poštve proti vedoucímu Willovi Schuesterovi. Sue si vezme menšinové studenty- Santanu (Naya Rivera), Artieho (Kevin McHale), Kurta (Chris Colfer), Tinu (Jenna Ushkowitz), Mika (Harry Shum mladší), Mercedes (Amber Riley) a Matta (Dijon Talton)— pro svou skupinu a nechává Willovi pouze Finna (Cory Monteith), Rachel (Lea Michele), Quinn (Dianna Agron), Pucka (Mark Salling) a Brittany (Heather Morris) do jeho skupiny. Sue svoji skupinu pojmenuje „Suiny děti“ a snaží se je přesvědčit, že Will je diskriminuje a proto je nechává zpívat pouze doprovodný zpěv. Will se jí pomstí tím, že nechá všechny roztleskávačky propadnout ze španělštiny, což prohlubuje jejich nepřátelství.
Finn a Quinn navštíví ultrazvukové vyšetření a zjistí, že Quinn čeká holčičku. Finn, který se snaží být povzbudivý, navrhuje, že by se měla jmenovat Drizzle, ale Quinn je stále přesvědčena, že ji chce dát k adopci a zlobí se za jeho nepochopení. Will, který je unaven z Teriina odmítání, aby se mohl zúčastnit jejího těhotenství a zřizuje si schůzku s Teriiným gynekologem, aby se na své dítě mohl podívat na ultrazvuku. Terri s pomocí své sestry Kendry (Jennifer Aspen) vydírá lékaře a ten nakonec zfalšuje Terrin ultrazvuk, když místo něj pustí Quinnin nahraný na DVD a pustí ho Willovi. Terri tak nadále skrývá své falešné těhotenství.
Školní reportér Jacob Ben Israel (Josh Sussman) zjistí novinky o Quinnině těhotenství. Rachel proto, aby ochránila Finna a zajistila, aby Jacob nepublikoval příběh, je mu nucena Rachel věnovat své spodní prádlo. Když se sbor pokouší napravit hádky mezi Sue a Willem, Sue překvapivě odstoupí z funkce spoluvedoucího sboru. Nicméně zmiňuje, že ji Jacob o Quinnině těhotenství řekl a že se to brzy dozví celá škola. Quinn se zhroutí v slzách na chodbě. Epizoda končí, když ji celý sbor podporuje písní "Keep Holding On" od Avril Lavigne.

## Seznam písní
- "Hate on Me"
- "Ride wit Me"
- "No Air"
- "You Keep Me Hangin' On"
- "Keep Holding On"

## Hrají
- Dianna Agron - Quinn Fabray
- Chris Colfer - Kurt Hummel
- Jessalyn Gilsig - Terri Schuester
- Jane Lynch - Sue Sylvester
- Jayma Mays - Emma Pillsburry
- Kevin McHale - Artie Abrams
- Lea Michele - Rachel Berry
- Cory Monteith - Finn Hudson
- Matthew Morrison - William Schuester
- Amber Riley - Mercedes Jones
- Mark Salling - Noah "Puck" Puckerman
- Jenna Ushkowitz - Tina Cohen-Chang

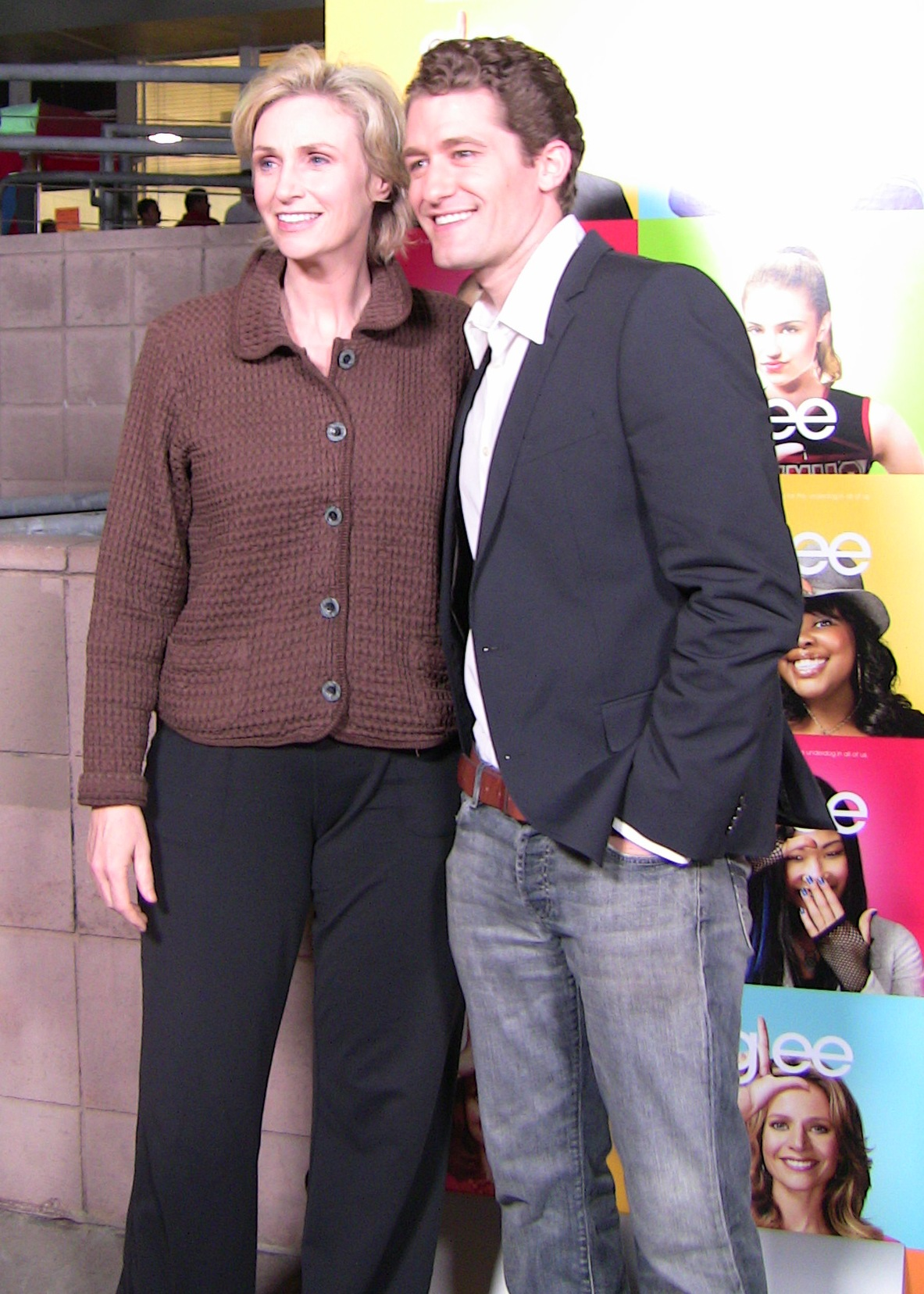
Lynch a Morrison hrají Sue a Willa, kteří jsou v spoluvedoucími sboru.

## Natáčení
Epizodu napsal Brad Falchuk a režíroval Ryan Murphy. Vedlejší role, které se v epizodě objeví jsou ředitel Figgins (Iqbal Theba), Terriina sestra Kendra Giardi (Jennifer Aspen), její gynekolog Dr. Wu (Ken Choi), školní reportér Jacob Ben Israel (Josh Sussman) a členové klubu- Santana Lopez (Naya Rivera), Brittany Pierce (Heather Morris), Matt Rutherford (Dijon Talton) a Mike Chang (Harry Shum mladší). Amy Hill v epizodě hostuje jako rivalka dr. Wu, doktorka Chin.
V epizodě zazní cover verze písní " Hate on Me" od Jill Scott, "No Air" od Jordin Sparks, "You Keep Me Hangin' On" od The Supremes, "Keep Holding On" od Avril Lavigne a "Ride wit Me" od Nellyho. Studiové nahrávky "Hate on Me", "No Air", "You Keep Me Hangin' On" a "Keep Holding On" byly vydány jako singly, jsou dostupné ke stažení a objevily se na albu Glee: The Music, Volume 1. Singl "No Air" skončil v hitparádách na 52. místě v Austrálii a na 65. místě v Americe a Kanadě, zatímco "Keep Holding On" se umístilo na 56. místě v Austrálii a Americe a na 58. místě v Kanadě. Píseň "Ride with Me" byla nahraná přímo při natáčení epizody.

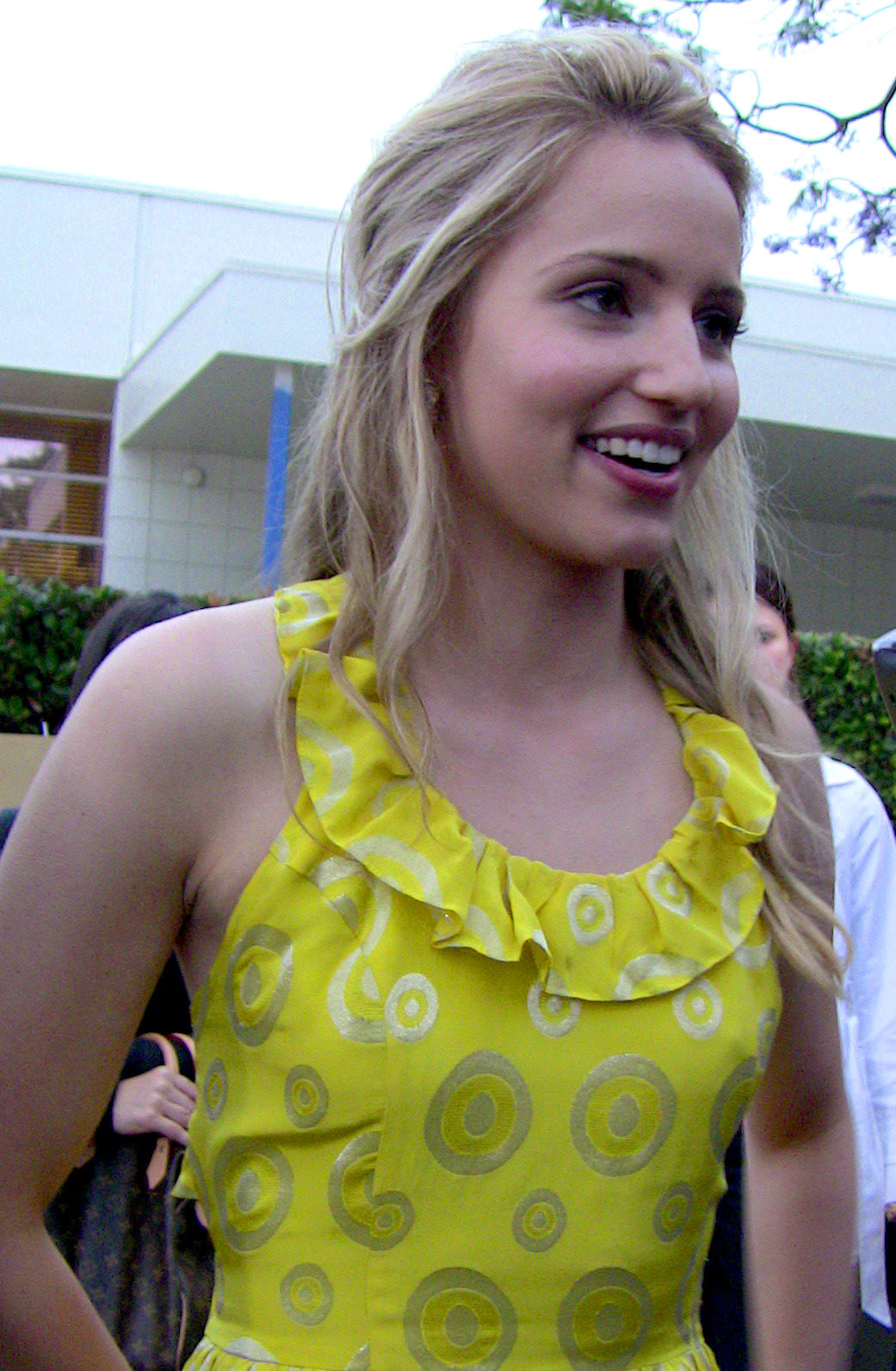
Cover Dianny Agron kritizoval Raymund Flandez z The Wall Street Journal.

## Ohlasy
Epizodu sledovalo 7,65 milionů amerických diváků. Epizoda získala smíšené recenze od kritiků. Mike Hale z New York Times cítil, že epizoda "zdůrazňovala dvojí charakter pořadu“, kde „studenti jsou v celkem dobrém muzikále a dospělí jsou v podprůměrném dramatu“. Wendy Mitchell z Entertainment Weekly komentoval epizodu jako „vítej, odlehčení“, zatímco Shawma Malcom z Los Angeles Times ji nazval jako „možná zatím nejprudší epizoda Glee“ a popisovala ji jako „přeplněná stojícími scénami“. Eric Goldman z IGN ohodnotil epizodu známkou 8,8/10, kritizoval ji za „příliš vážné, sladkobolné okamžiky“, ale komentoval, že to byl „dobrý příklad“ Glee, kdy je „jen zatraceně legrační“.
Lynchin výkon jako Sue přitáhl chválu; Raymund Flandez z Wall Street Journal a Liz Pardue z Zap2it její výkon popsali jako hodný ceny Emmy. Redaktor Entertainment Weekly, Ken Tucker ji nazval „největším zloduchem Broadwayských muzikálů, který kdy hostoval v televizním seriálu“ a označil tuto epizodu „jako zatím nejlepší, kde se představí Jane Lynch“, zatímco Malcolm chválil interakci mezi Lynch a Morrisonem a napsal, že jejich scény „praskaly s elektrickým důvtipem“. Zápletka s těhotenstvím si vysloužila kritiku, když Tucker řekl že tato zápletka „téměř vykolejila jina vynikající epizodu“.
Hudební vystoupení získaly smíšené recenze. Flandez označil cover verzi „Keep Holding On“ jako „emocionálně uspokojící triumf, ale byl velmi kritický ke Quinnině coveru „You Keep Me Hangin On“, který nazval „tenký a nepříjemný“. Mitchel si uřil duet „No Air“, ale cítil, že by se duetů mohly ujmout také jiné postavy než Finn a Rachel. Denise Martin z Los Angeles Times hodnotila „Hate On Me“ jako do té doby čtvrté nejlepší hudební vystoupení seriálu a napsala že ji Riley „odfoukla pryč“. Aly Semigran z MTV zjistila, že Quinnino spontánní praskání do zpěvu přináší Glee „nebezpečně do území High School Musical.“